# Раджендра
Раджендра Бикрам Шах (непальск. राजेन्द्र विक्रम शाह; 3 декабря 1813, Басантапур, Непал — 10 июля 1881, Бхактапур, Непал) — король Непала с 20 ноября 1816 по 12 мая 1847 года.

## Биография
Раджендра стал королём в возрасте трёх лет после смерти своего отца Гирвана Юддхи Бикрама. Как и в случае с его отцом, большая часть правления Раджендры находилась под регентством его приёмной бабушки, королевы Лалиты Трипуры Сундари Деви и премьер-министра Бримсена Тхапы. Как регент Бримсен Тхапа держал короля в изоляции — у него даже не было свободы покинуть дворец без разрешения.

## Правление
Достигнув совершеннолетия в 1832 году, Раджендра лишил Бримсена Тхапу и племянника Тхапы, Матабара Сингха, их военной власти. Вскоре после этого умер младший сын старшей королевы Раджендры, а Бримсен Тапа был арестован по сфабрикованному обвинению в отравлении принца. Всё имущество Тхапы было конфисковано. Бримсен Тхапа был оправдан после восьмимесячного судебного разбирательства, но Тхапа был в замешательстве. Когда Рана Джанг Панде стал премьер-министром, он повторно заключил в тюрьму Бримсена Тхапу, который покончил жизнь самоубийством в тюрьме в 1839 году.
В январе 1843 года Раджендра заявил, что будет править страной только по совету и с согласия своей младшей королевы Раджьи Лакшми, и приказал своим подданным подчиняться ей даже в отношении своего собственного сына Сурендры Бикрама Шаха. Продолжающиеся распри между благородными группировками в конечном итоге привели к резне в Коте в 1846 году. В результате резни всю полноту власти получил новый премьер-министр Джанг Бахадур Рана. Король оставался лишь номинальным главой государств, его супругу Раджью Лакшми обвинили в соучастии в заговоре, лишили полномочий и вместе с ним отправили в изгнание в индийский город Варанаси.
Поговаривали, что король начал планировать своё возвращение из Индии, так что Джанг Бахадур Рана 12 мая 1847 года объявил о его свержении и возвёл на престол сына Раджендры Сурендру Бикрам Шаха. Низложенный король был схвачен в том же году в тераях и доставлен в плен в Бхадгаон, где провёл остаток жизни под домашним арестом.